# Sânandrei
Sânandrei (en hongrois : Szentandrás, en allemand : Sanktandreas) est une commune du județ de Timiș en Roumanie.